# Coleophora nigralineella
Coleophora nigralineella é uma espécie de mariposa do gênero Coleophora pertencente à família Coleophoridae.